# 萨拉茨格里瓦港
萨拉茨格里瓦港是拉脱维亚薩拉茨格里瓦的港务局，港口位于薩拉察河口的位置。